# Distrito de Moskva
El distrito de Moskva (en kirguís: Москва району) es uno de los rayones (distrito) de la provincia de Chuy en Kirguistán. Tiene como capital la ciudad de Belovodskoe.
- Datos: Q879096
- Multimedia: Moskovsky District (Kyrgyzstan) / Q879096